# Rebeka Dremelj
Rebeka Dremelj (Brežice, 25. srpnja 1980.) je slovenska pop pjevačica i Miss Slovenije 2001. Predstavljala je Sloveniju na Euroviziji 2008.

## Biografija
Godine 2001. je izabrana za Miss Slovenije i Miss Interneta. Bila je i na izboru za Miss svijeta. Osvojila je drugo mjesto na talent show programu. Pripremala je i vodila mnoge televizijske emisije. Od 2007. snima reality show "Rebeka brez strehe nad glavo" ("Rebeka bez krova nad glavom") koja se prikazivala na više lokalnih televizija.  Glumila je učiteljicu u seriji 'Kursadžije' i glavnu ulogu u filmu "Na svoji Vesni" s Rogerom Mooreom i Milenom Zupančič. Sav prihod tog filma je uplaćen u UNICEF. Sudjelovala je i u drugim humanitarnim događanjima (za izbjeglice iz BiH, uklanjanje mina i pomoć siromašnoj djeci). Ima i svoju marku donjeg rublja i parfema. Naziva se Rebeka's Dream. 

### Glazbena karijera
Krajem 2002. izdala je svoj prvi album koji se zove Prvi korak. Sa svojim pjesmama, video spotovima i plesnim koreografijama s plesnom grupom Vivas je nastupala u Sloveniji i više drugih država. S rap sastavom Soma dolara snimila je dvije pjesme za hrvatsko tržište. Na Međunarodnom glazbenom festivalu u Rijeci je osvojila nagradu za najbolji scenski nastup s koreografijom pjesme "Nisam kriva". Na Hit festivalu 2004. je nastupala s pjesmom "To sem jaz" ("To sam ja"), a na ljeto te godine izlazi njen istoimeni drugi album, koji je radio producent Michael Viden iz New Yorka.
Rebeka Dremelj je nekoliko puta sudjelovala na slovenskom izboru za predstavnika na Euroviziji, EMA, s brzim pop pjesmama. U prvom nastupu 2004., s pjesmom "Ne boš se igral" („Nećeš se igrati“) je zauzela deseto mjesto. Na EMA-i 2005. je pjevala "Pojdi z menoj" („Pođi sa mnom“) i osvojila treće mjesto (najviše glasova gledatelja u prvom krugu, te treće mjesto superfinalu). Naredne, 2006. godine, s Domenom Kumerom je na EMA-i pjevala "Noro se ujameva" („Ludo se slažemo“), za četvrto mjesto.
Treći album "Pojdi z menoj", izdat 2005., sadržao je pored ostalih istoimenu pjesmu s EMA-e i pjesmu "Prava noč" ("Prava noć"), s nastupa na Melodijama mora i sunca. S pjesmom "Varao si me" je nastupila na Danima estrade u Čačku u Srbiji. U jesen 2006. godine izlazi singl "Še en dan" („Još jedan dan“), djelo Jana Plestenjaka.
Na EMA-i 2008. je pobijedila s pjesmom "Vrag naj vzame" („Neka me uzme vrag“), koju je skladao Josip Mian-Pipi, a tekst napisao Amon. Rebeka je u prvom krugu glasovanja zauzela drugo mjesto, pobijedivši zatim u superfinalu romski sastav "Langa in civili" s manje od 1% razlike. S ovom pjesmom je kao predstavnik Slovenije nastupila na Euroviziji 2008. u Beogradu. Zauzela je 11. mjesto u prvoj polufinalnoj večeri i tako se nije plasirala u finale.